# We (Don't) Care
We (Don't) Care è il primo EP pubblicato dalla indie band statunitense MGMT che al tempo si chiamava The Management.
Nell'EP compaiono alcune canzoni che verranno inclusi nei lavori successivi, come Kids e We Don't Care.

## Tracce
1. We Care – 5:06
2. Everything's Happenin' So Fast – 3:31
3. Love Always Remains – 5:38
4. Just Becuz – 3:30
5. Kids – 5:11
6. We Don't Care – 4:02